# Caccia al trofeo
La caccia al trofeo (o "ai trofei") è una forma di caccia sportiva in cui parti degli animali selvatici cacciati vengono conservate ed esposte come trofei. L'animale preso di mira, noto come selvaggina, è tipicamente un esemplare maschio maturo di una specie popolare di interesse collezionistico, solitamente di grandi dimensioni, con corna, palchi, pellicce o criniere imponenti. La maggior parte dei trofei sono costituiti solo da parti selezionate dell'animale, che vengono preparate per essere esposte da un tassidermista. Le parti più comunemente conservate variano a seconda della specie, ma spesso includono testa, pelle, zanne e corna.
Gli animali vengono spesso esposti nelle sale dei trofei, nelle sale giochi, oppure nelle sale delle armi del cacciatore.
La caccia al trofeo ha forti sostenitori e oppositori. La controversia si concentra sulla moralità della caccia per piacere piuttosto che per uso pratico, nonché sulla misura in cui la caccia grossa avvantaggia gli sforzi di conservazione.

## Tipi di caccia ai trofei

### Caccia ai trofei africani

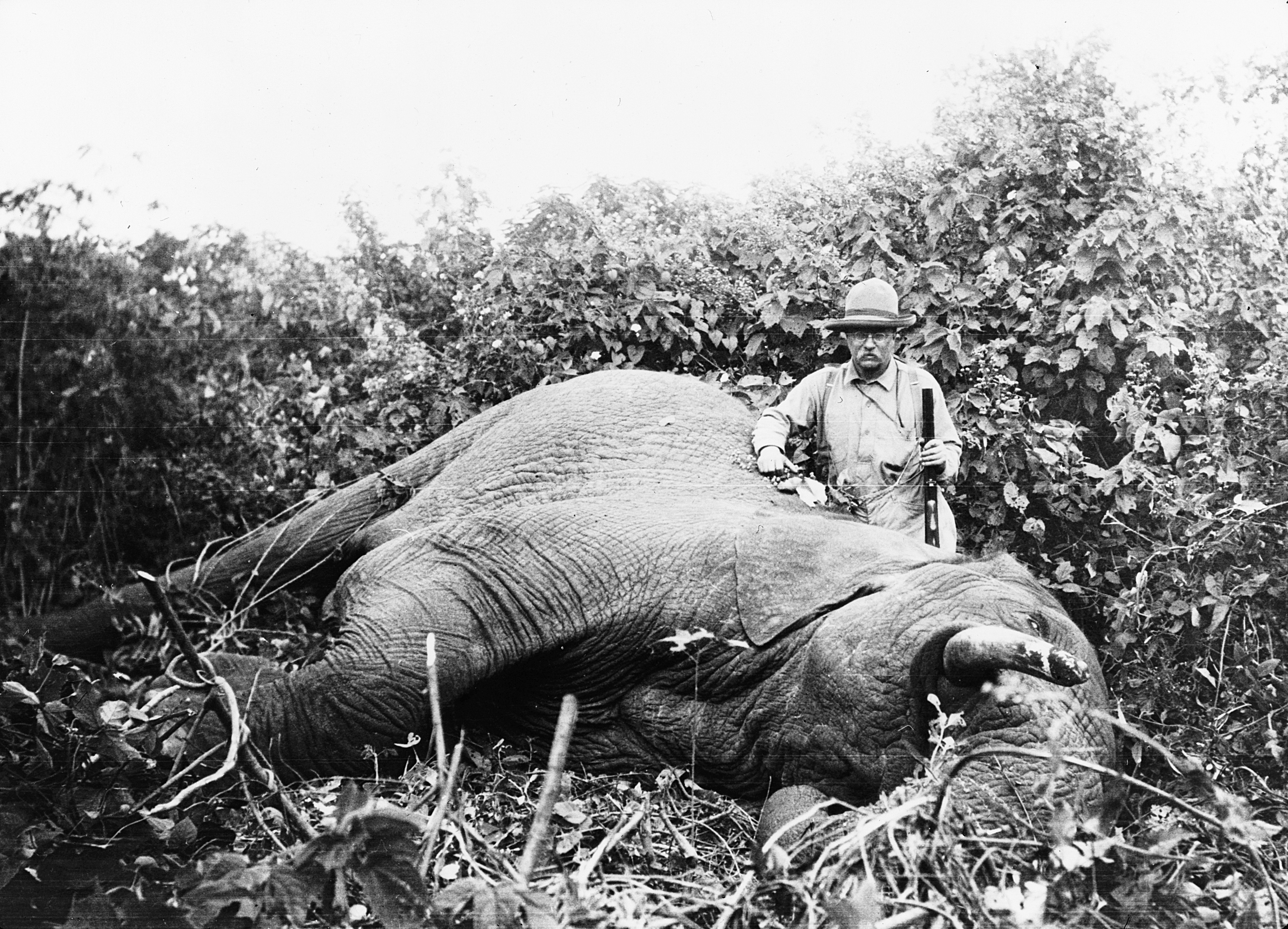
Theodore Roosevelt in piedi accanto a un elefante morto durante una battuta di caccia ai trofei in Africa.

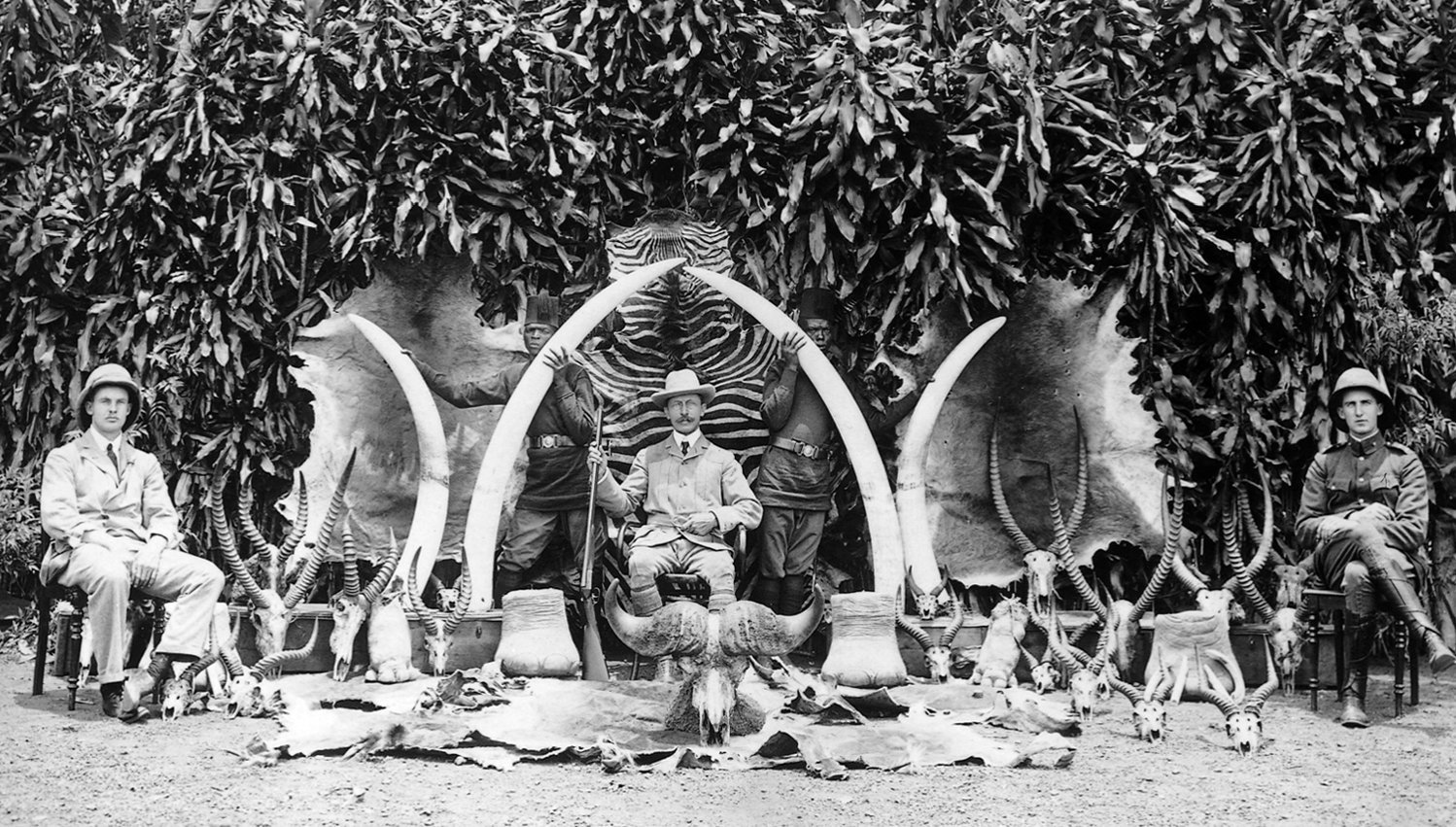
Il governatore britannico Henry Hesketh Bell con trofei di caccia in Uganda, 1908.

La caccia ai trofei è praticata in Africa da secoli. Probabilmente reso popolare da cacciatori e ambientalisti britannici come Frederick Selous, Walter Bell e Samuel Baker, che cacciavano e collezionavano animali per i musei di storia naturale nelle colonie britanniche in Africa e India, determinando lo sviluppo di una nuova forma di industria del turismo che genera molti milioni delle entrate per l’Africa all’anno. Uno dei primi safari famosi documentati ebbe luogo all'inizio del XX secolo dal presidente Theodore Roosevelt e da suo figlio Kermit. Cacciatori professionisti come Phillip Percival, Sydney Downey e Harry Selby sono tra le prime guide safari che hanno contribuito a plasmare il settore. La pratica della caccia ai trofei sostituisce quella della "caccia nel ranch" o "nella fattoria", ma gli allevamenti di selvaggina hanno contribuito a legittimare la caccia ai trofei come aspetto dell'industria del turismo in Africa. I primi allevamenti di selvaggina in Africa furono fondati negli anni '60 e il concetto si diffuse rapidamente. Le statistiche del 2000 mostrano che c'erano circa 7000 allevamenti e riserve di selvaggina operanti in Sud Africa, stabiliti su circa 16 milioni di ettari di terreno nel paese. I ranch di caccia attirano turisti facoltosi interessati alla caccia, così come investitori stranieri su larga scala.

### Caccia ai trofei nordamericani

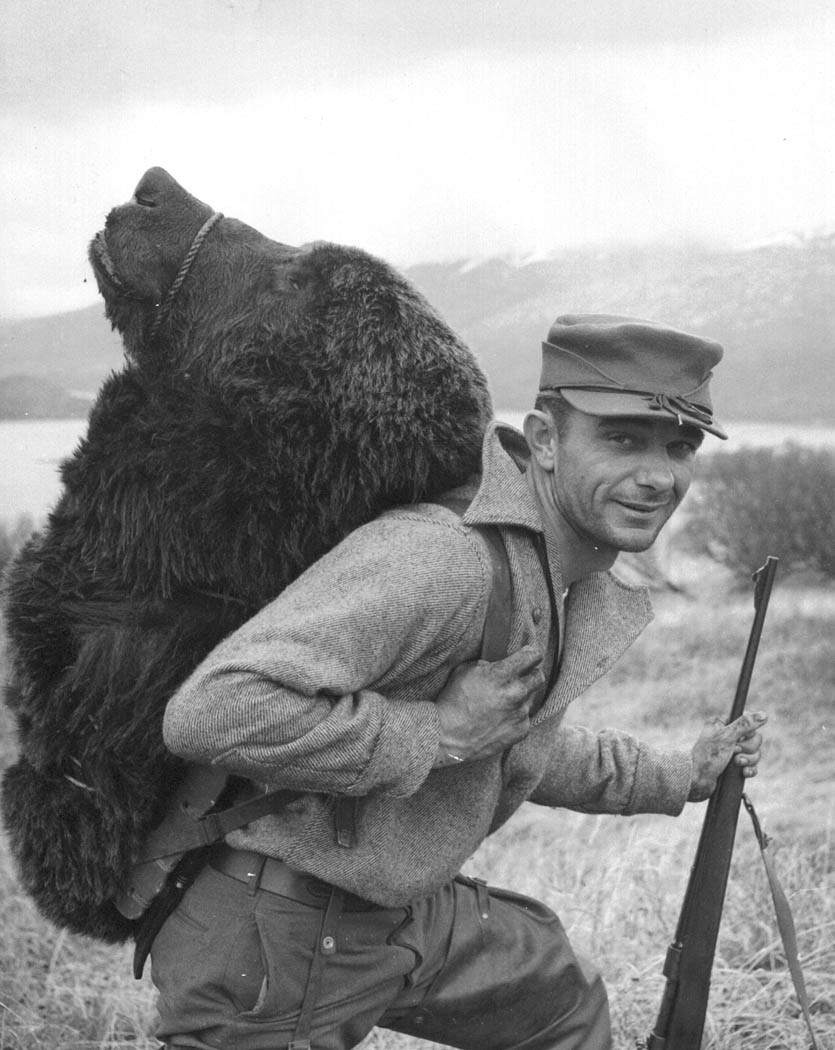
Cacciatore con la testa di un orso e la pelle legata alla schiena nell'arcipelago di Kodiak, 1957.

La caccia ai trofei in Nord America è stata incoraggiata come metodo di conservazione da organizzazioni come il club Boone & Crockett poiché cacciare un animale con un grande set di corna è un modo per selezionare solo animali maturi, contribuendo a creare un modello di conservazione di successo nel paese in cui la caccia assume un ruolo fondamentale e i cacciatori di trofei sono stati profondamente coinvolti nella conservazione della fauna selvatica e degli spazi selvaggi. È il caso del presidente Theodore Roosevelt che, dopo essere diventato presidente degli Stati Uniti nel 1901, usò la sua autorità per istituire 150 foreste nazionali, 51 riserve federali di uccelli, 4 riserve di caccia nazionali, 5 parchi nazionali e 18 monumenti nazionali su oltre 230 milioni di acri di suolo pubblico.
Inoltre, la caccia per carne, trofei o scopi ricreativi fornisce un reddito a ciascuno stato per la gestione della fauna selvatica e dei loro habitat naturali attraverso il Pittman Robertson Act, con conseguente espansione degli habitat naturali e aumento delle popolazioni di specie cacciatrici di grossa selvaggina in tutto il paese.
Diversi stati, tra cui Colorado, Utah e Washington, negli anni 2010 hanno proposto un aumento della caccia al puma per vari motivi, e la California è attualmente l’unico stato in tutto l’Occidente che vieta la caccia al puma.
Il Boone and Crockett Club sostiene che la raccolta selettiva di maschi anziani aiuta il recupero di molte specie di selvaggina di grossa taglia che erano sull'orlo dell'estinzione all'inizio del XX secolo. L'organizzazione monitora il successo di conservazione di questa pratica attraverso il suo set di dati Big Game Records.
La caccia ai trofei nordamericani non deve essere confusa con la "caccia in scatola" o la "caccia per vanità", che prevede l'uccisione di animali (a volte allevati in modo intensivo) in un'area progettata per facilitare le uccisioni, più allo scopo di raccogliere un animale da esporre che lo sport. Il Boone and Crockett Club sconfessa questa pratica e conduce attivamente una campagna contro di essa, poiché elimina l'elemento della "caccia leale" (ossia quando si caccia un animale che non è trattenuto da trappole o barriere artificiali, quindi ha buone possibilità di fuggire con successo dalla caccia, ed è cresciuto in ambienti naturali, non in cattività).

### Caccia nel ranch
La caccia nel ranch è una forma di caccia grossa in cui gli animali cacciati vengono allevati appositamente in un ranch per scopi di caccia ai trofei.
Molte specie di selvaggina come l'antilope cervicapra indiana, il nilgai, il cervo pomellato, il barasinga, la Ovis gmelini gmelini e una varietà di altre specie di cervi, pecore e antilopi, nonché tigri e leoni e ibridi di questi dall'Africa, dall'Asia, e le isole del Pacifico furono introdotte nei ranch del Texas e della Florida per motivi di caccia ai trofei.
Questi animali vengono generalmente cacciati dietro compenso per ogni uccisione, con i cacciatori che pagano 4.000 dollari o più per poter cacciare selvaggina esotica. Poiché molte di queste specie sono in pericolo o minacciate nel loro habitat naturale, il governo degli Stati Uniti richiede che il 10% delle tasse di caccia venga devoluto agli sforzi di conservazione nelle aree in cui questi animali sono indigeni. La caccia di animali in via di estinzione negli Stati Uniti è normalmente illegale ai sensi dell'Endangered Species Act, ma è consentita in questi ranch poiché gli animali rari cacciati lì non sono originari degli Stati Uniti.
La Humane Society degli Stati Uniti ha criticato questi ranch e i loro cacciatori con la motivazione che stanno ancora cacciando animali in via di estinzione anche se essi sono stati allevati appositamente per essere cacciati.

## Aste di selvaggina
Le aste di selvaggina sono diventate un'altra fonte di reddito destinata a preservare la fauna selvatica e fornire un valore economico ai loro habitat naturali. È il caso della caccia alle pecore in Nord America, dove alle aste vengono pagate grandi somme di denaro per cacciarle, come le pecore bighorn, Ovis dalli, Ovis dalli stonei e Ovis canadensis nelsoni, che costituiscono il "Grand Slam" della caccia alle pecore da trofeo (organizzato dal Grand Slam Club/Ovis). La caccia alle pecore ha contribuito a raccogliere fondi utilizzati per aumentare le popolazioni di questi animali preservando i loro habitat. Questo tipo di caccia si svolge su terreni montagnosi accidentati dove il metodo usuale per cacciare queste specie è la caccia "spot and stalk" (dove un cacciatore può localizzare la sua preda a lunga distanza prima di raggiungere la distanza effettiva di uccisione senza allarmare l'animale), il che rende questa caccia una sfida. Possono essere presi solo i vecchi arieti e, per essere sicuro della loro età, il cacciatore di pecore deve identificarne l'età e il sesso interpretando correttamente la dimensione e la forma delle corna, che determinano la qualità del trofeo. Tuttavia, il vero trofeo di questa caccia è l'intera esperienza e non solo la testa dell'animale. Questo tipo di caccia è probabilmente diventato così popolare grazie agli scritti dell'editore di armi e cacciatore Jack O'Connor.
In Africa, le aste di selvaggina aiutano a fornire animali ai ranch e alle riserve di caccia con la loro fauna selvatica. Queste strutture sono importanti in termini di turismo in Africa, uno dei settori economici più grandi del continente, che rappresenta, ad esempio, quasi il 5% del PIL del Sudafrica. Questo paese in particolare è la principale destinazione turistica del continente e, di conseguenza, ospita un gran numero di aste di selvaggina, fattorie e prenotazioni. Le aste di selvaggina fungono da mercati competitivi che consentono ai proprietari di fattorie e riserve di fare offerte e acquistare animali per le loro strutture. Gli animali acquistati alle aste per questi scopi sono comunemente categorizzati come selvaggina e vengono poi allevati in strutture apposite. Gli animali utilizzati per la riproduzione sono generalmente femmine, che costano in media più dei maschi a causa delle maggiori prospettive di riproduzione che presentano. Oltre al sesso, altri fattori che contribuiscono ai prezzi degli animali all'asta includono la domanda di specie particolari (in base alla loro rarità complessiva) e i costi per il loro mantenimento. Gli animali che ricevono maggiore interesse dai bracconieri, come i rinoceronti o gli elefanti a causa delle loro corna e zanne d'avorio, presentano rischi aggiuntivi per le operazioni di allevamento di selvaggina e in genere non si vendono bene all'asta. Tuttavia altri erbivori, in particolare le specie di ungulati, tendono a recuperare somme esponenzialmente più elevate rispetto ai carnivori. I prezzi per questi animali possono raggiungere le centinaia di migliaia di rand sudafricani, equivalenti a decine di migliaia di dollari americani (o di euro).

## Questioni ed effetti giuridici

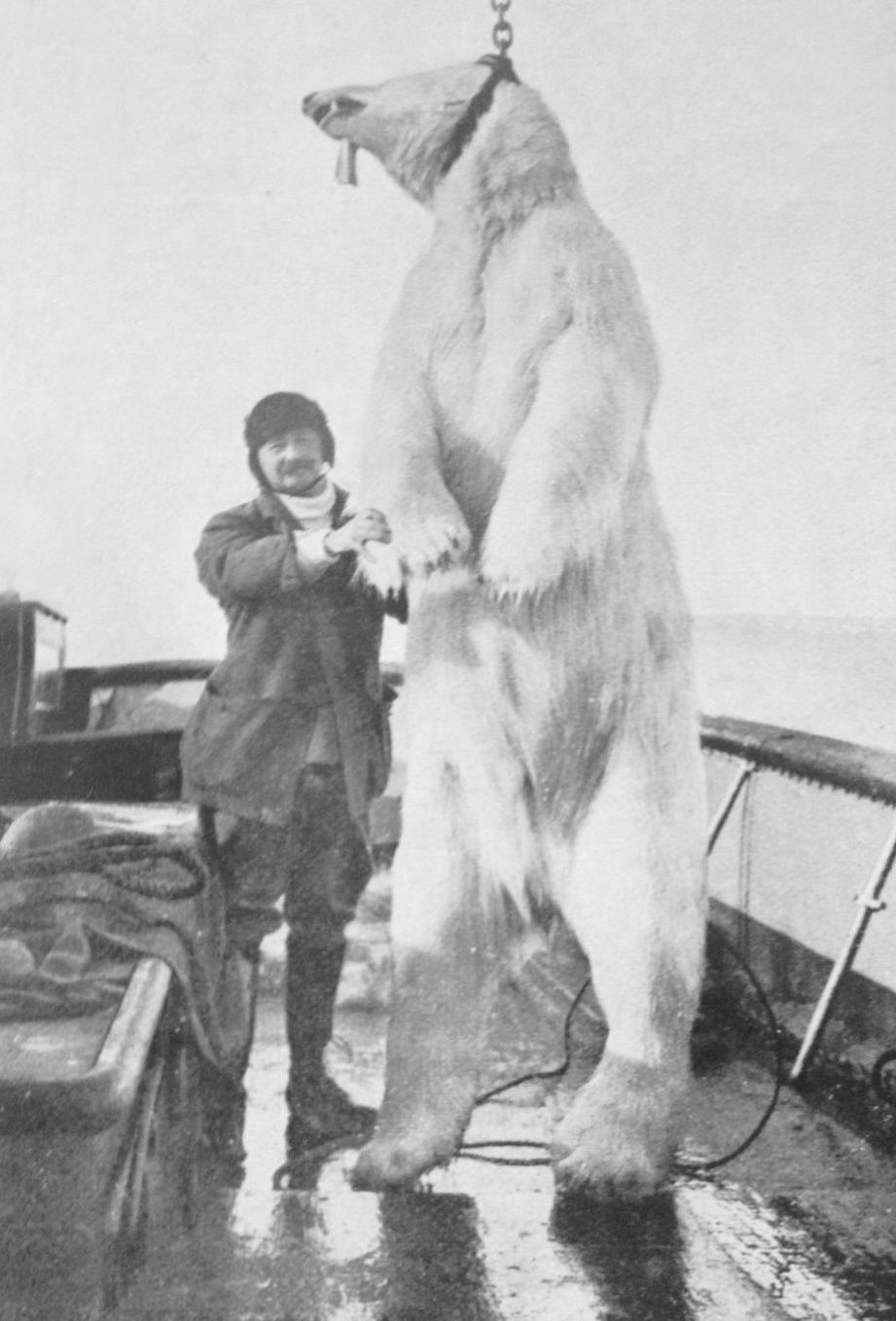
Il diciassettesimo duca di Medinaceli con un orso polare esposto come trofeo, da lui ucciso in una spedizione con il diciottesimo duca di Peñaranda al circolo polare artico, 1910.

La caccia ai trofei è legale in molti paesi, attraverso politiche che garantiscono che le pratiche di caccia siano in linea con un uso sostenibile delle risorse naturali del paese. Le restrizioni sulle specie che possono essere cacciate (ad esempio, specie protette come gli orsi bruni nell'Unione europea), si basano solitamente su popolazioni, stagioni di caccia, numero di licenze disponibili e tipi di armi, calibri e procedure, garantendo l'etica della caccia. Sono inoltre necessari permessi e consenso del governo.
Lo United States Fish and Wildlife Service ha imposto un divieto sulle importazioni, limitato ai trofei di elefanti provenienti dallo Zimbabwe e dalla Tanzania per il periodo 2014-2015. Ma il divieto è stato revocato e successivamente sono stati concessi i permessi.
Nel 2001, il Botswana ha istituito un divieto di caccia ai leoni per un anno. In precedenza avevano consentito la caccia di cinquanta leoni ogni anno, il che causava una carenza di maschi maturi nella popolazione, poiché i cacciatori preferivano i leoni con le criniere più grandi. Dopo il divieto, il Safari Club International, compreso l'ex presidente George H.W. Bush, membro di spicco, fece pressioni con successo sul governo del Botswana affinché annullasse il divieto.
Il Botswana ha nuovamente vietato la caccia ai trofei nel 2014, e ora gli abitanti dei villaggi affermano di non ricevere alcun reddito dai cacciatori di trofei, di soffrire per i campi coltivati danneggiati a causa di elefanti e bufali e di leoni africani che uccidono il loro bestiame. Alcuni ambientalisti sostengono che la caccia ai trofei sia più efficace per la gestione della fauna selvatica rispetto a un divieto totale di caccia.
In seguito all'uccisione del leone Cecil, Emirates Airlines, American Airlines, Delta Airlines e United Airlines hanno vietato il trasporto di trofei di caccia sui voli.
Le restrizioni alla caccia al leone potrebbero ridurre la tolleranza per la specie tra le comunità in cui la popolazione locale beneficia della caccia ai trofei e potrebbero ridurre i fondi disponibili per la lotta al bracconaggio.

## Influenza nella conservazione

### In Africa
La caccia ai trofei può fornire incentivi economici per conservare le aree per la fauna selvatica: “se paga, resta”; ci sono studi di ricerca che confermano ciò in Conservation Biology, Journal of Sustainable Tourism, Wildlife Conservation by Sustainable Use, e Animal Conservation.
La Tanzania ospita circa il 40% della popolazione di leoni. Le sue autorità per la fauna selvatica difendono il loro successo nel mantenere tali numeri (rispetto a paesi come il Kenya, dove il numero dei leoni è crollato drasticamente) come legato all’uso della caccia ai trofei come strumento di conservazione. Secondo Alexander N. Songorwa, direttore della fauna selvatica presso il Ministero delle risorse naturali e del turismo della Tanzania, la caccia ai trofei ha generato circa 75 milioni di dollari per l'economia della Tanzania dal 2008 al 2011. Dei 16.800 leoni stimati in Tanzania, circa 200 vengono uccisi ogni anno generando circa 1.960.000 dollari di entrate solo in commissioni per i trofei. Uno studio del 2011 pubblicato su Conservation Biology ha rilevato che le quote di caccia dovrebbero essere fissate a livello regionale in termini di numero di leoni/1000 km², anziché a livello nazionale, poiché la caccia eccessiva a livello regionale aveva probabilmente portato a un declino locale.
I leoni adolescenti sono i principali responsabili dell’uccisione del bestiame e delle interazioni umane indesiderate. Inoltre, spesso spingono le femmine con i cuccioli a nascondersi o ad andare in nuovi territori, costringendole a cacciare nuove prede.

#### Effetti della caccia ai trofei sulle popolazioni animali
Se mal gestita, la caccia ai trofei può causare impatti ecologici negativi per le specie bersaglio, come alterazioni delle strutture di età/sesso, disordini sociali, effetti genetici deleteri, e addirittura diminuzioni della popolazione in caso di prelievi eccessivi, oltre a minacciare la conservazione e influenzare il comportamento delle specie che non sono coinvolte come bersaglio dei cacciatori. Il ruolo di conservazione del settore è ostacolato anche dai governi e dagli operatori venatori che non riescono a devolvere benefici adeguati alle comunità locali, riducendo gli incentivi per proteggere la fauna selvatica, e da attività non etiche, come l'uccisione degli animali sparando dai veicoli e la caccia in scatola condotta da alcuni, tutte attività che attirano la stampa negativa (ossia cattiva pubblicità e opinioni sfavorevoli dei media). Sebbene la gente del posto possa cacciare alcune specie come animali nocivi, in particolare specie carnivore come i leopardi, questi animali, così come i leoni e i puma, sono noti per mostrare tendenze infanticide che possono essere esacerbate dalla rimozione dei maschi adulti dalle loro popolazioni. I maschi vengono cacciati come trofei più frequentemente delle femmine. Tuttavia, la rimozione di questi maschi continua a degradare le reti e i gruppi che queste specie creano per sopravvivere e provvedere alla prole. Regolamenti e leggi sulla caccia che propongono proporzioni o soglie costanti di membri della comunità per queste specie sono stati proposti in nazioni africane come Botswana, Zambia e Zimbabwe, ma sono eccezionalmente difficili da applicare a causa della logistica del monitoraggio delle popolazioni di carnivori.

#### Effetti sulla perdita di habitat
Un articolo del 2005 di Nigel Leader-Williams e colleghi sul Journal of International Wildlife Law and Policy affermava che la legalizzazione della caccia al rinoceronte bianco in Sud Africa ha motivato i proprietari terrieri privati a reintrodurre la specie nelle loro terre. Di conseguenza, i rinoceronti bianchi sono passati da meno di cento individui a più di 11.000. Lo studio di Leader-Williams ha anche dimostrato che la caccia ai trofei nello Zimbabwe ha raddoppiato le aree naturali rispetto alle aree protette statali. L'implementazione della caccia controllata e legalizzata ha portato ad un aumento dell'area di terreno adatto a disposizione degli elefanti e di altri animali selvatici, il che "ha invertito il problema della perdita di habitat e ha contribuito a mantenere un aumento sostenuto della popolazione della già numerosa popolazione di elefanti dello Zimbabwe".
Uno studio sulla rivista Biological Conservation ha affermato che la caccia ai trofei è di "grande importanza per la conservazione in Africa poiché crea incentivi economici per la conservazione su vaste aree, comprese aree che potrebbero essere inadatte per usi alternativi del territorio basati sulla fauna selvatica come l'ecoturismo fotografico". Secondo uno studio pubblicato sempre su Biological Conservation, gli incentivi finanziari derivanti dalla caccia ai trofei sono effettivamente più del doppio della superficie utilizzata per la conservazione della fauna selvatica, rispetto a quella che verrebbe preservata facendo affidamento solo sui parchi nazionali.
Secondo lo scrittore e giornalista americano Richard Conniff, in Namibia vivono 1.750 dei circa 5.000 rinoceronti neri sopravvissuti allo stato brado. La popolazione di zebre di montagna della Namibia è aumentata da 1.000 nel 1982 a 27.000 nel 2014. Gli elefanti, uccisi altrove per il loro avorio, sono passati da 15.000 a 20.000 nel 1995. I leoni, che erano sull'orlo dell'estinzione "dal Senegal al Kenya", stanno aumentando in Namibia.

#### Sostegno finanziario agli sforzi di conservazione
L’Unione Internazionale per la Conservazione della Natura riconosce che la caccia ai trofei, se ben gestita, può generare incentivi economici significativi per la conservazione delle specie bersaglio e dei loro habitat al di fuori delle aree protette.
Uno studio pubblicato sulla rivista Animal Conservation e condotto da Peter Lindsey del Mpala Research Center del Kenya ha concluso che la maggior parte dei cacciatori di trofei assicura di essere preoccupata per le questioni ambientali, etiche e sociali che la caccia solleva. Lo studio consisteva nell'intervistare 150 americani che avevano già cacciato in Africa o che avevano pianificato di farlo entro tre anni. Ad esempio, i cacciatori assicurano di essere molto meno disposti a cacciare nelle aree in cui i cani selvatici africani o i ghepardi venivano uccisi illegalmente di quanto percepissero i loro operatori di caccia, e hanno anche mostrato una maggiore attenzione per le questioni sociali di quanto i loro operatori pensassero, con un’enorme disponibilità a cacciare nelle aree in cui la popolazione locale viveva e beneficiava della caccia. L'86% dei cacciatori ha detto ai ricercatori che preferivano cacciare in un'area dove sapevano che una parte del ricavato andava alle comunità locali. Un sistema di certificazione potrebbe quindi consentire ai cacciatori di selezionare gli operatori che apportano benefici alla popolazione locale e che si comportano in modo rispettoso della conservazione.

### In America
Il successo degli sforzi di conservazione, come il sistema del Boone and Crockett Club per misurare e valutare la selvaggina di grossa taglia, ha dato ai cacciatori un obiettivo e un'etica, dando agli animali la possibilità di praticare sport. Politiche come la legge Pittman-Robertson hanno raccolto tasse per oltre 11,5 miliardi di dollari da destinare alla conservazione delle aree naturali dove le popolazioni di fauna selvatica sono aumentate dall’inizio del XX secolo, generando al contempo posti di lavoro.

## Influenza economica

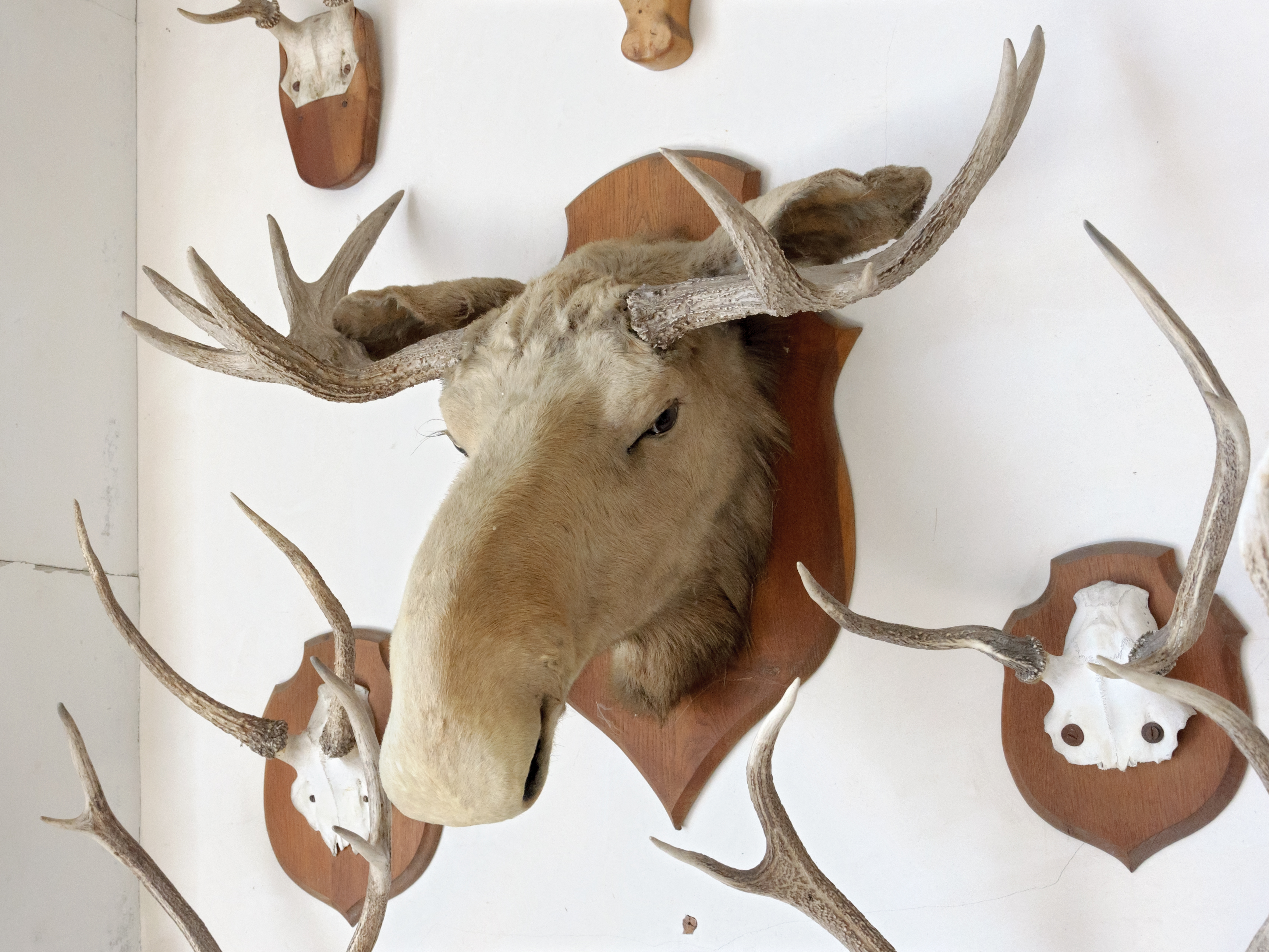
Testa di alce e corna di cervo montate su una parete come trofei di caccia.

Secondo il Fish and Wildlife Service degli Stati Uniti, la caccia ai trofei fornisce un incentivo economico agli allevatori per continuare ad allevare quelle specie, il che riduce la minaccia di estinzione della specie.
Secondo uno studio sponsorizzato dall’International Council for Game and Wildlife Conservation in collaborazione con la Food and Agriculture Organization, le entrate generate dal turismo venatorio in sette membri della Comunità di sviluppo dell’Africa meridionale nel 2008 sono state di circa 190 milioni di dollari. Economists at Large, una ONG che promuove la giustizia sociale, il benessere degli animali e la sostenibilità, sostiene che solo una piccola parte di questi 190 milioni raggiunge le comunità. Jeff Flocken, del Fondo Internazionale per il Benessere degli Animali (IFAW - International Fund for Animal Welfare), sostiene che "malgrado le affermazioni selvagge secondo cui la caccia ai trofei apporta milioni di dollari di entrate alla popolazione locale di comunità altrimenti povere, non vi è alcuna prova di ciò. Il denaro che arriva in Africa dalla caccia non è nulla in confronto ai miliardi generati dai turisti che vengono solo per osservare la fauna selvatica".
Tuttavia, il ministro sudafricano per gli affari ambientali Edna Molewa afferma che l'industria della caccia ha contribuito milioni all'economia del Sud Africa negli ultimi anni. Nella stagione di caccia 2010, le entrate totali di circa 1,1 miliardi di rand sono state generate collettivamente dalle industrie locali e dalla caccia ai trofei. "Questo importo riflette solo le entrate generate dalle tasse per l'alloggio e le specie. Le entrate reali sono quindi sostanzialmente più elevate, poiché in questo importo non includono nemmeno le entrate generate attraverso le industrie associate a causa dell'effetto moltiplicatore", spiega Molewa.
Secondo GC Dry, ex presidente di Wildlife Ranching South Africa, gli allevamenti di animali selvatici hanno contribuito notevolmente all'economia sudafricana. Ha sostenuto che l'allevamento commerciale di animali selvatici riguarda l'uso appropriato del territorio e lo sviluppo rurale; non riguarda tanto gli animali in sé, non una questione di ricchi bianchi, non una questione di conservazione a tutti i costi, ma una questione di sostenibilità economica. Dry afferma che l’allevamento commerciale di animali selvatici è un’opzione di utilizzo del territorio ecologicamente appropriata, economicamente sostenibile, politicamente sensibile e socialmente giusta.
L’Unione Internazionale per la Conservazione della Natura riporta in Il bambino e l’acqua sporca: caccia ai trofei, conservazione e mezzi di sussistenza rurali che la caccia ai trofei, se ben gestita, può essere sostenibile e generare incentivi economici significativi per la conservazione delle specie bersaglio, ma che ci sono preoccupazioni fondate circa la legalità, la sostenibilità e l’etica di alcune pratiche venatorie. Il documento conclude che in alcuni contesti potrebbero esserci alternative valide e fattibili alla caccia ai trofei che possono offrire i benefici sopra menzionati, ma identificarle, finanziarle e implementarle richiede una consultazione e un impegno reali con i governi interessati, il settore privato e le comunità.

## Polemica

### Opposizione

#### Argomenti
Gli oppositori esprimono forti opinioni contro la caccia ai trofei basate sulla convinzione che sia immorale e priva di contributo finanziario alle comunità coinvolte da questa attività e agli sforzi di conservazione. National Geographic Magazine, ad esempio, ha pubblicato un rapporto nel 2015 in cui afferma che la corruzione del governo, soprattutto nello Zimbabwe, impedisce che le tasse per la caccia agli elefanti vengano destinate a qualsiasi impegno di conservazione, mentre le autorità trattengono le tasse per se stesse. I governi inoltre sottraggono più aree naturali per trarre profitto dal bracconaggio e dalla caccia ai trofei. Allo stesso modo, un rapporto del 2017 dell’Economists at Large con sede in Australia afferma che la caccia ai trofei rappresentava meno dell’1% delle entrate turistiche in otto paesi africani. Secondo un rapporto IUCN del 2009, le comunità circostanti nell'Africa occidentale ricevono pochi benefici dal business della caccia-safari. Alcuni autori hanno scoperto che nel 2018 c'era una percezione generalmente negativa della pratica in molti settori della popolazione generale degli Stati Uniti. L'attenzione è stata attirata sia a livello popolare che accademico sull'etica e sulle strutture della caccia ai trofei. In generale, gli argomenti etici contro le pratiche di caccia al trofeo o sportive le inquadrano come sfruttamento e abuso nei confronti degli animali.
È stato dimostrato che la caccia alla selvaggina può avere un impatto sulla salute riproduttiva, genetica e sociale delle specie animali, ad esempio aumentando l’aggressività tra i membri della specie, perché i cacciatori spesso uccidono il maschio più grande o più significativo di una specie. L'eliminazione degli animali più significativi (ad esempio a causa delle dimensioni delle corna o della criniera) può compromettere la salute della popolazione di una specie. Rob Knell afferma che "i maschi di alta qualità con ampi tratti sessuali secondari tendono a generare un'alta percentuale di prole, i loro 'geni buoni' possono diffondersi rapidamente, quindi popolazioni di animali fortemente selezionati sessualmente possono adattarsi rapidamente a nuovi ambienti. La rimozione di questi maschi inverte questo effetto e potrebbe avere conseguenze gravi e non volute. Se la popolazione dovesse adattarsi a un nuovo ambiente e si rimuovesse anche una piccola percentuale di questi maschi di alta qualità, si potrebbe portarla all'estinzione".
La League Against Cruel Sports scrive uno "studio del 2004 condotto dall'Università di Port Elizabeth ha stimato che l'ecoturismo nelle riserve di caccia private ha generato più di 15 volte il reddito del bestiame, dell'allevamento di selvaggina o della caccia all'estero. Le aree di ecoturismo nella provincia del Capo Orientale producono quasi 2000 rand (180 sterline, ossia circa 210 euro) per ettaro".
Nel 2016 la Commissione per le Risorse Naturali della Camera degli Stati Uniti ha concluso che la caccia ai trofei potrebbe contribuire all’estinzione di alcuni animali. Il rapporto di 25 pagine si intitola Missing the Mark.
Nnimmo Bassey, attivista ambientale nigeriano e direttore della Health of Mother Earth Foundation, ha affermato nel 2017 che "la fauna selvatica in Africa è stata decimata dai cacciatori di trofei".
Gruppi ambientalisti come IFAW e HSUS affermano che la caccia ai trofei è un fattore chiave nell'estinzione silenziosa delle giraffe.
Secondo Jeff Flocken, l'analisi dell'IFAW del database CITES, 1,7 milioni di animali sono stati uccisi dai cacciatori di trofei tra il 2004 e il 2014, di cui circa 200.000 appartenevano a specie minacciate.

#### Posizioni
Alla caccia dei trofei si oppone il gruppo In Defense of Animals sulla base del fatto che i cacciatori di trofei non mirano alla conservazione, ma mirano invece alla gloria nella caccia e nell'uccisione degli animali più grandi e rari. Sostengono che i cacciatori di trofei non sono interessati a salvare gli animali in via di estinzione e sono più che disposti a pagare prezzi molto alti per i permessi di uccidere membri di una specie in via di estinzione. Esiste un'organizzazione che si batte contro la caccia in scatola in Sud Africa chiamata CACH.
La PETA si oppone alla caccia ai trofei perché la considera inutile e crudele e perché il dolore che soffrono gli animali non è giustificato dal divertimento che ricevono i cacciatori.
La League Against Cruel Sports si oppone alla caccia ai trofei anche perché, anche se l'animale cacciato per un trofeo non è in pericolo, ritiene comunque ingiustificato ucciderlo. Ritengono le obiezioni di benefici economici false giustificazioni per la continuazione di questo sport a loro parere disumano.
Il David Sheldrick Wildlife Trust, un'organizzazione per la conservazione degli elefanti, ritiene che gli elefanti portino entrate significativamente maggiori dai turisti che vogliono vederli vivi. Il loro rapporto del 2013 affermava che "da vivi, avvantaggiano le comunità e le economie locali; da morti, avvantaggiano i gruppi criminali e persino terroristici".

### Supporto

#### Argomenti
Le tasse sulle licenze di caccia, le etichette di caccia (che vengono attaccate alla carcassa di un animale dopo che è stato ucciso, spesso contenenti disposizioni legali) e le tasse sulle munizioni vanno ai programmi di conservazione. A livello nazionale, la popolazione di cervi dalla coda bianca è aumentata da circa 500.000 all'inizio del 1900 a 25-30 milioni nel 2022, così come la reintroduzione delle specie. Inoltre, gruppi privati, come la National Shooting Sports Foundation, che ha contribuito con più di 400.000 dollari nel 2005, e anche gruppi privati più piccoli contribuiscono con fondi significativi; ad esempio, il Grand Slam Club Ovis ha raccolto fino al 2008 più di 6,3 milioni di dollari per la conservazione delle pecore. I sostenitori della caccia alla selvaggina e ai trofei sostengono che i benefici economici presentati da questa pratica sono essenziali per le nazioni in cui l’ecoturismo non è così praticabile o popolare. Inoltre, la gente del posto nelle aree più rurali dell'Africa afferma che esiste tensione tra le comunità umane e alcune specie che rappresentano un pericolo per loro e per il proprio bestiame. I membri di queste comunità fanno affidamento sulle attuali normative sulla caccia che consentono loro di reagire o prevenire le minacce che queste specie possono rappresentare. Programmi come CAMPFIRE (Communal Areas Management Program for Indigenous Resources) nello Zimbabwe sono stati implementati per consentire ai proprietari terrieri di trarre vantaggio dalla presenza di fauna selvatica sulla loro terra commercializzandola a individui come proprietari di safari o di ranch di caccia, inquadrando la fauna selvatica come risorsa rinnovabile. A parte il vantaggio economico presentato dal programma, CAMPFIRE è servito anche a mitigare il bracconaggio o la caccia illegale in alcune aree, oltre ad aiutare gli agricoltori ad accedere più facilmente alle risorse essenziali per le quali a volte devono competere con le comunità animali.

#### Posizioni
Le organizzazioni che supportano la caccia ai trofei come strumento di conservazione includono Boone and Crockett Club, The National Wildlife Federation, The Wilderness Society, The Izzaak Walton League of America, North American Wildlife Foundation, Outdoor Writers Association of America, Ducks Unlimited, World Wildlife Fund, L'American Forestry Association, il Wildlife Legislative Fund of America, il Wildlife Management Institute, la Wildlife Society e l'IUCN.
Il presidente del Panthera, un gruppo ambientalista che difende i grandi felini e i loro ecosistemi, sostiene che la caccia ai trofei offre ai governi africani incentivi economici per lasciare i blocchi dei safari come aree selvagge e che la caccia rimane lo strumento più efficace per proteggere queste aree in molte parti dell’Africa.

### Neutralità
Le organizzazioni neutrali nei confronti della caccia ai trofei includono The National Audubon Society, Defenders of Wildlife e The Sierra Club.

### Soluzioni proposte

#### Sistema di certificazione
Lo sviluppo di un sistema di certificazione, in base al quale gli operatori venatori vengono valutati in base a tre criteri, contribuirebbe ad alleviare le carenze del settore:
1. Il loro impegno per la conservazione, ad esempio aderendo alle quote e contribuendo agli sforzi anti-bracconaggio.
2. Quanto traggono beneficio e coinvolgono la popolazione locale.
3. Se rispettano gli standard etici concordati.

##### Sfide al sistema di certificazione
L’introduzione di un sistema di certificazione rimane tuttavia una sfida perché richiede la cooperazione tra gli operatori della caccia, gli ambientalisti e i governi. Richiede anche una risposta a domande difficili, tra cui:
- cosa costituisce la caccia etica?[46]
- chi costituisce le comunità locali e cosa rappresenta per loro benefici adeguati?

Alcuni ricercatori continuano anche a esprimere la preoccupazione che consentire la caccia ai trofei per animali in via di estinzione potrebbe inviare un messaggio sbagliato a persone influenti in tutto il mondo, forse con conseguenze negative per la conservazione. Ad esempio, è stato suggerito che le persone destineranno meno denaro alle organizzazioni ambientaliste perché consentire la caccia di una specie potrebbe suggerire che non ha bisogno di essere salvata.

## Nei media

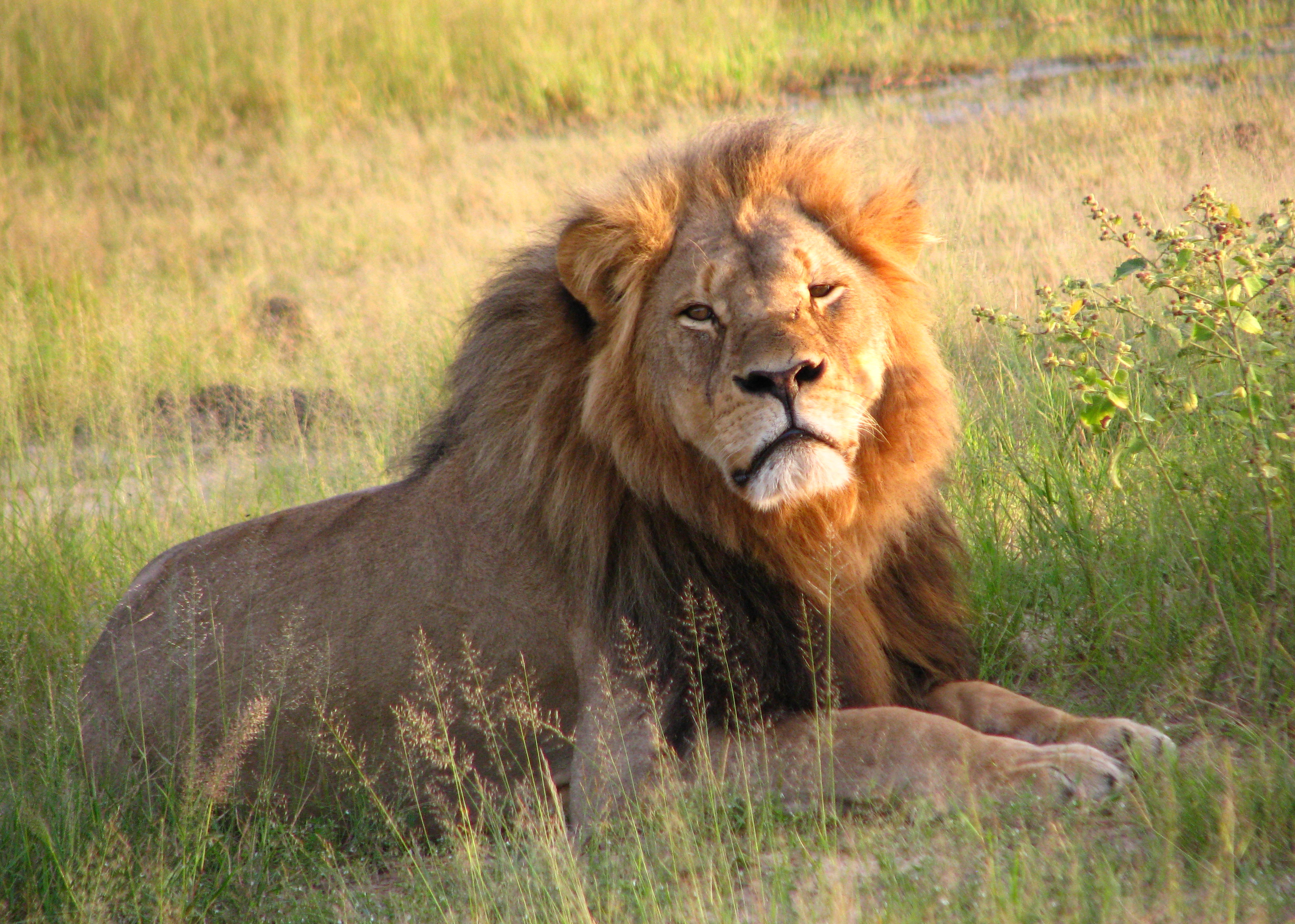
Cecil il leone nel Parco Nazionale Hwange nel 2010.

La controversia sulla caccia ai trofei si accese ulteriormente quando un dentista americano di nome Walter Palmer divenne famoso su Internet nel periodo in cui una foto che lo ritraeva insieme al famoso leone Cecil morto divenne virale. Palmer è un esperto e appassionato cacciatore di selvaggina grossa e, secondo quanto riferito, ha pagato oltre 50.000 dollari americani per cacciare e uccidere il leone.
Cecil era uno dei leoni più conosciuti e studiati dello Zimbabwe. Fu attirato fuori dal parco e, dopo essere stato ferito da una freccia e inseguito per 40 ore, fu ucciso. Secondo quanto riferito, Palmer era attratto dalla rara criniera nera di Cecil. Se quest'ultimo si fosse trovato nel parco, sarebbe stato illegale ucciderlo. Le azioni intraprese dal dentista e dal suo cacciatore assoldato per attirare l'animale fuori dal parco non sono state approvate dai funzionari della caccia ai trofei nello Zimbabwe. Sebbene i tribunali di quel paese inizialmente abbiano stabilito che il suo omicidio fosse illegale, alla fine le accuse contro il cacciatore assunto da Palmer furono ritirate.

### Statistiche
I cacciatori di trofei hanno importato oltre 1,26 milioni di animali negli Stati Uniti dal 2005 al 2014. Il Canada è stata la principale fonte di trofei importati.
Dal 2005 al 2014, le prime dieci specie di trofei importate negli Stati Uniti sono state:
1. Oca delle nevi 111.366
2. Germano reale 104.067
3. Oca canadese 70.585
4. Orso nero americano 69.072
5. Impala 58.423
6. Gnu comune 52.473
7. Kudu maggiore 50.759
8. Gemsbok 40.664
9. Antidorcas marsupialis 34.023
10. Damaliscus pygargus 32.771

Dal 2005 al 2014, le "cinque grandi" specie di trofei importate negli Stati Uniti, per un totale di circa 32.500 esemplari, dall'Africa sono state:
1. Leone
2. Elefante africano
3. Leopardo africano
4. Rinoceronte
5. Bufalo africano

Il Messico ha un'industria della caccia del valore di circa 200 milioni di dollari con circa 4.000 ranch di caccia.